# مدیریت رنگ
مدیریت رنگ به روشهای مختلفی که برای هماهنگ سازی رنگ بین دستگاه های مختلف اجرا میشود، گفته میشود. در واقع مدیریت رنگ به معنای کنترل کردن رنگ در زمانی است که کاربر قصد انتقال آن را از یک شیوه به یک شیوه دیگر دارد. این شیوه ها می‌توانند دستگاه چاپگر، اسکنر، دوربین دیجیتال، مانیتور، دستگاه های چاپ تجاری و حتی شیوه های چندرسانه ای باشند.

هدف اصلی مدیریت رنگ حفظ مشخصات اصلی رنگ در زمان انتقال بین چندین دستگاه است. برای مثال رنگ انتخاب شده در یک مانیتور ممکن است در سیستم چاپ به نحوی متفاوت رویت و خروجی گرفته شود. با استفاده از سیستم مدیریت رنگ می‌توان یک رنگ در یک دستگاه را با حداقل خسارت و آسیب به یک دستگاه دیگر انتقال داد.

قسمتی از تکنولوژی مدیریت رنگ در سیستم عامل نهفته شده و کنسرسیوم بین‌المللی رنگ نیز شیوه های مختلفی را در مدیریت رنگ معرفی نموده است. برای مدیریت رنگ از پروفایلهای رنگی بنام ICC  استفاده میشود. این پروفایلها محتوی اطلاعات کاملی راجع به نوع دستگاهی که کاربر نیاز به انتقال رنگ به آنرا دارد هستند.
مدیریت رنگ یکی از مراحل مربوط به کنترل کیفیت و نظارت بر چاپ است که در آن با استفاده از سخت افزارها و نرم افزارهای گوناگون میتوان به کنترل رنگ پرداخت به نحوی که خروجی نهایی محصول تولیدی با آنچه که در دید مخاطب در دستگاهی مانند مانیتور بررسی میشود، همسان و یکی گردد.

## مطالعه بیشتر
- Fraser, Bruce; Bunting, Fred; Murphy, Chris (2004). Real World Color Management. Berkeley, CA, USA: Peachpit Press. ISBN 0-201-77340-6.
- Giorgianni, Edward J.; Madden, Thomas E. (1998). Digital Color Management. Addison-Wesley. ISBN 0-201-63426-0.
- Swartz, Charles S. (2004). Understanding Digital Cinema: A Professional Handbook. Focal Press. ISBN 978-0-240-80617-4.
- Morovic, Jan (2008). Color Gamut Mapping. Wiley. ISBN 978-0-470-03032-5.